# Adolf von Steiger
Adolf von Steiger (ur. 25 czerwca 1859 w Bernie, zm. 1 marca 1925 tamże) – szwajcarski polityk, kanclerz federalny w latach 1919–1925.

## Życiorys
Urodził się 25 czerwca 1859 w Bernie
Był członkiem Radykalno-Demokratycznej Partii Szwajcarii (PRD) i reprezentował kanton Berno. Sprawował urząd kanclerza federalnego Szwajcarii od 1 stycznia 1919, kiedy to zastąpił na stanowisku Hansa Schatzmanna do 1 marca 1925. Jego następcą został Robert Käslin.
Zmarł 1 marca 1925 w Bernie.